# Nationale Fahrradroute 9 (Norwegen)
Die Nationale Fahrradroute 9 (Norwegen) ist eine von neun Radfernwegen in Norwegen. Die Route ist beschildert; sie wird auch Villmarksruta genannt.

## Beschreibung
Die Nationale Fahrradroute 9 ist ca. 730 Kilometer lang. Die Strecke ist überaus waldreich und führt entlang vieler Seen sowie durch das Tal der Glomma, Norwegens längstem Fluss.
Die Nationale Fahrradroute 9 beginnt in Halden mit einem 111 Kilometer langen Abschnitt nach Norden entlang einer Seenkette bis Bjørkelangen. Die Seen sind durch den 150 Jahre alten Haldenkanal miteinander verbunden.
Nördlich von Bjørkelangen wechselt der Radweg über einen bewaldeten Höhenzug in ein östlich gelegenes Tal und erreicht 187 Kilometer nach dem Ausgangsort Halden die Stadt Kongsvinger an der Glomma. Die nächsten 180 Kilometer folgt der Radweg 9 der Glomma flussaufwärts nach Koppang.
Ab Koppang wird es bis zum Femundsee bergig und steil. Die Nationale Fahrradroute 9 verlässt in Koppang das Tal der Glomma und wechselt über einen gut Höhenzug zum See Storsjøen. Dann geht es 400 Höhenmeter mit einer Steigung von 8 % und in Spitzen von bis zu 12 % aufwärts zum Femundsee. Die Route verläuft weiter entlang der Westseite des Femundsees zur Fähranlegestelle Jonasvollen.
Ab Jonasvollen geht es mit einer Personenfähre zum nördlichen Ende des Femundsees und schließlich zur nahen Bergwerksstadt Røros. Der letzte Abschnitt von Røros bis Trondheim beträgt 200 Kilometer.

## Routenverlauf
- Halden (Anschluss Route 1)
- Kongsvinger
- Elverum
- Rena
- Femund
- Røros (Anschluss Route 6)
- Selbu
- Trondheim (Anschluss Route 1 und Route 7)